# Corynebakterier
Corynebakterier (Corynebacterium, kor "u-Ne-bak-tēr'ē-um, ku-rin'u-) är ett släkte av grampositiva, aerob, stavformade bakterier. De är spridda i naturen och är oftast ofarliga. Några är användbara i industriella miljöer såsom C. glutamicum. Andra kan orsaka sjukdomar hos människan. C. diphtheriae, till exempel, är den patogen som förorsakar difteri.

## Taxonomi
Släktet Corynebacterium skapades av Lehmann och Neumann 1896 som en taxonomisk grupp att innehålla bakteriella stavar som förorsakat difteri. Släktet definierades baserat på morfologiska egenskaper. Tack vare studier av 16S - rRNA blev släktet inordnat i en grupp av grampositiva eubakterier med hög G:C-innehåll, med nära släktskap till Arthrobacter, Mycobacterium, Nocardia och Streptomyces.